# Rhacophorus rhodopus
Espèce
Synonymes
- Rhacophorus namdaphaensis Sarkar & Sanyal, 1985

Statut de conservation UICN

 LC  : Préoccupation mineure
Rhacophorus rhodopus est une espèce d'amphibiens de la famille des Rhacophoridae.

## Répartition
Cette espèce se rencontre, :
- dans le sud de la République populaire de Chine dans les provinces du Guangxi, du Hainan, du Yunnan et du Xizang ;
- dans le nord-est de l'Inde dans l’État d'Arunachal Pradesh ;
- en Birmanie ;
- au Cambodge ;
- en Thaïlande ;
- au Laos ;
- au Viêt Nam.

## Publication originale
- Liu & Hu, 1960 "1959" : Preliminary report of Amphibia from southern Yunnan. Acta Zoologica Sinica, vol. 11, no 4, p. 509-533.